# Football Club Avezzano 1977-1978
Questa pagina raccoglie le informazioni riguardanti il Football Club Avezzano nelle competizioni ufficiali della stagione 1977-1978.

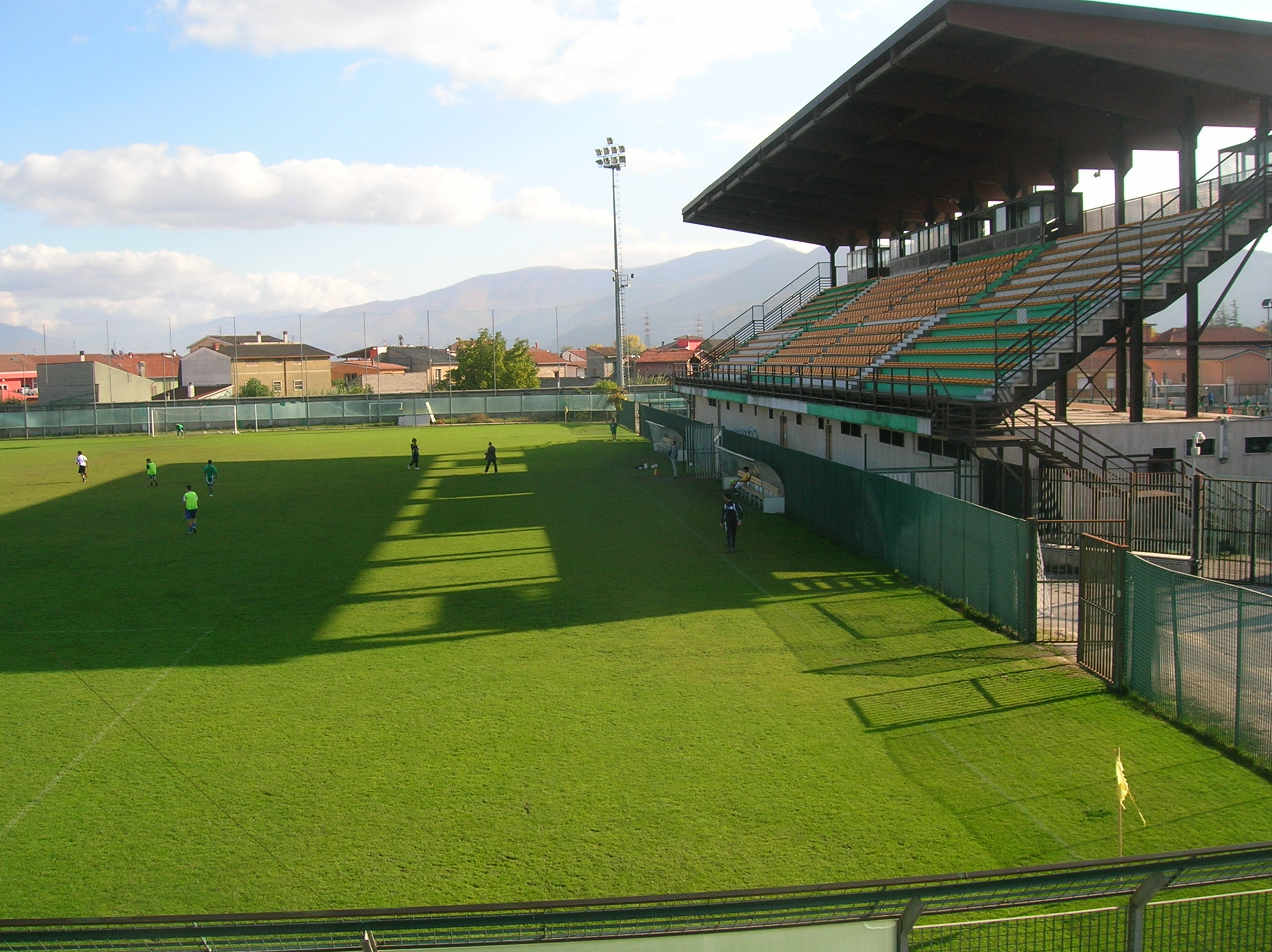
Stadio dei Marsi di Avezzano

## Rosa

### Rosa 1977-1978
Rosa dell'Avezzano calcio 1977-1978.
| N. |                   | Ruolo | Calciatore                            |
| -- | ----------------- | ----- | ------------------------------------- |
|    | Italia (bandiera) | P     | Gregorio Di Piero                     |
|    | Italia (bandiera) | P     | Venanzio Gigli                        |
|    | Italia (bandiera) | D     | Luigi Asnicar                         |
|    | Italia (bandiera) | D     | Maurizio Bianchi                      |
|    | Italia (bandiera) | D     | Vivaldo De Simone                     |
|    | Italia (bandiera) | D     | Rodolfo Mai                           |
|    | Italia (bandiera) | D     | Giancarlo Paolini                     |
|    | Italia (bandiera) | D     | Alessandro Pierleoni detto Bancarella |

| N. |                   | Ruolo | Calciatore                                |
| -- | ----------------- | ----- | ----------------------------------------- |
|    | Italia (bandiera) | C     | Giuseppe "Sandro" Cimarra detto Sandrocan |
|    | Italia (bandiera) | C     | Filippo Pomponio                          |
|    | Italia (bandiera) | C     | Rosario Speranza detto Ciccio             |
|    | Italia (bandiera) | C     | Elio Vaudagna                             |
|    | Italia (bandiera) | A     | Sergio Catarinacci                        |
|    | Italia (bandiera) | A     | Ioris Gasbarra                            |
|    | Italia (bandiera) | A     | Franco Marescalco                         |
|    | Italia (bandiera) | A     | Federico Spina detto Fedespina            |